# 定向纏結

空間中的一點可以連續地自旋而不會發生纏結。注意到經過360度的旋轉後，帶狀螺旋體可分為順時針與逆時針兩種定向。在旋轉720度後，回到原來的構形。

數學與物理學中，定向纏結（英語：orientation entanglement）被用來提供旋量幾何的直觀概念或用來展示特殊正交群無法是單連通的。

## 概述
空間向量並不足以完整描述空間中的旋轉。考慮如下的例子：

一只咖啡杯，握把與其對側各黏著一條彈性橡皮帶。咖啡杯能以杯碗的中心對稱軸做旋轉。

房間中有一只咖啡杯，握把與對側各黏有一條彈性橡皮帶，橡皮帶的另一端則固定在房間牆壁上，如此使咖啡杯懸浮著。握把以杯碗的中心對稱軸旋轉了360°，回到原來的位置。注意到雖然杯子看似回到原始的位置定向，但其相對牆壁的定向則發生扭結。若我們將咖啡杯壓低至地板上，兩條橡皮帶將互相纏繞成雙螺旋狀的一匝扭轉。此即定向纏結——透過纏繞的橡皮帶可以得知，咖啡杯在房間中的新定向其實不同於舊的定向。換句話說，咖啡杯的定向與週圍牆壁的定向發生了纏結。
若畫一個向量跨越咖啡杯，而向量箭頭朝向咖啡杯握把。在完整旋轉360°後，向量會跟原來的向量疊合。透過向量本身並無法得知咖啡杯的定向與房間牆壁的定向發生纏結。很顯然，空間向量幾何本身並不足以表示定向纏結（橡皮帶的扭結）。事實上，若不再旋轉咖啡杯，則扭結無法解開。若我們不是360°旋轉咖啡杯，而是720°旋轉咖啡杯；當我們將壓低咖啡杯至地板上，會發現兩條橡皮帶將互相纏繞成雙螺旋的兩匝扭轉。若將咖啡杯向上挪，通過螺旋中心挪到另一側，則扭結消失不見，橡皮帶不再彼此纏繞。並不需要做額外的旋轉即恢復原狀。
因此，透過附在咖啡杯上的向量，我們無法區分360°旋轉與720°旋轉的差異；若附在咖啡杯上的改為旋量，則變成可以區分這兩種情形。在此情況下，旋量變得有點像是一種「極化」的向量，其可表示為一個在莫比烏斯帶上移動的向量。一開始在莫比烏斯帶正面，箭頭朝環帶內；在旋轉360°後，向量移到莫比烏斯帶背面，箭頭朝環帶外。若再轉360°（總和720°），才回到莫比烏斯帶正面，並且箭頭朝環帶內，相應於咖啡杯與橡皮帶的例子。

## 數學細節
三維空間中，上述的例子對應到SO(3)李群不是單連通的。我們可以展示亦是三維歐幾里得空間中旋量群的特殊么正群SU(2)，其為SO(3)的雙覆疊群。若X = (x1,x2,x3)是R3中的向量，則我們可以將X表示作具有複數元素的2 × 2矩陣
{\displaystyle X=\left({\begin{matrix}x_{1}&x_{2}-ix_{3}\\x_{2}+ix_{3}&-x_{1}\end{matrix}}\right)}
注意到矩陣行列式的負值−det(X)正是X作為向量時的歐幾里得長度平方(x12 + x22 + x32)，而X是跡數為零的厄米矩陣。
么正群M ∈ SU(2)作用在X：
{\displaystyle X\mapsto MXM^{\dagger }}
因為M是么正的，則{\displaystyle {\rm {{det}(MXM^{\dagger })={\rm {{det}(X)}}}}}，並且{\displaystyle MXM^{\dagger }}為零跡數的厄米矩陣。

## 外部連結
- Animation of the Dirac belt trick with two belt attached to a (square) object, showing orientation entanglement after one turn, and lack of entanglement after two turns. The animation thus also shows that belted objects behave as spin 1/2 particles.（页面存档备份，存于）
- Air on the Dirac Strings, showing orientation entanglement with several belts attached to a spherical particle, by Louis Kauffman and colleagues
- Dirac String Trick